# 탑루어
탑루어(베트남어: Tháp Rùa / 塔龜)는 베트남 하노이 호안끼엠호 한가운데 있는 건축물이다. 건축물 이름은 베트남어로 "거북탑"을 뜻한다.

## 역사
이 탑은 레타인통 왕의 치하에서 고기잡이를 하던 작은 섬 위에 세워졌다. 후 레 왕조(17세기~18세기)에서 찐조는 타봉사를 이곳에 세웠고, 이 절은 응우옌 왕조 때 소실되었다.
1883년 프랑스가 하노이 성을 정복한 이후, 호수 주변의 대부분의 사람들은 피난을 떠났다. 베트남의 관리들도 그들의 관청으로 피신을 했다. 그러나 투탑 마을의 응우옌 응옥 김(Nguyen Ngoc Kim)만 남아서 프랑스군과 베트남인들 사이에 중재를 맡았다. 이후 그는 새 정부의 신임을 받아서 정권을 잡은 권력자가 되었다.

## 같이 보기
- 호안끼엠 거북